# 聯経出版

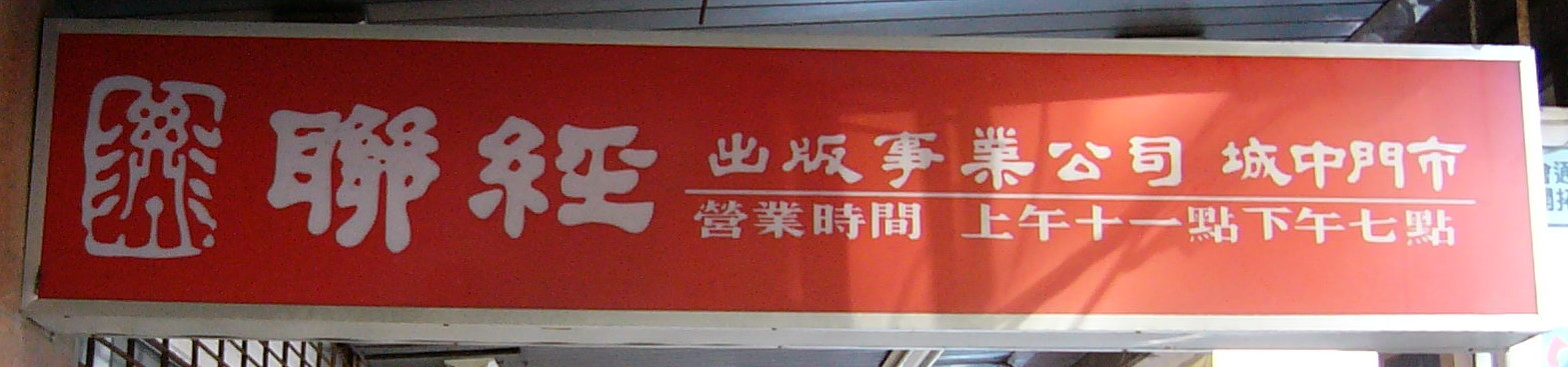

聯經出版事業公司は、台湾を代表する総合出版社の一つであり、1974年に設立された。政治・歴史・社会・文学・哲学・経済など幅広い分野の学術書・一般書籍を出版し、台湾の知識層や学術界に大きな影響を与えてきた。特に台湾近現代史、中国研究、国際関係などの分野で評価が高い。
聯経出版は、戒厳令下の台湾において言論の自由を追求する出版社として創立された。当初は中国近現代史や政治関連の書籍を中心に刊行し、台湾の民主化運動とも密接な関係を持っていた。1980年代以降、出版の自由化に伴い、より多様なジャンルの書籍を取り扱うようになり、文学・哲学・経済・文化など幅広い分野に展開した。
聯経出版は、台湾史・東アジア研究・国際関係・社会学などの学術書を多く出版しており、中でも 『台湾史研究叢書』 や 『近代中国研究叢書』 は代表的なシリーズである。また、台湾を代表する作家・学者の著作も多く刊行し、李登輝（元総統）の回想録や政治評論書も話題となった。さらに、翻訳書の出版にも積極的で、日本や欧米の学術書・人文書を台湾読者に紹介している。
聯経出版は台湾の学術界・知識人層に深く根ざし、社会の思想的・文化的発展に貢献してきた。特に1980年代から1990年代にかけて、台湾の民主化運動と共に言論の自由を広げる役割を果たし、現在も知的書籍の重要な供給源となっている。